# Natronococcus
Genre
Espèces de rang inférieur
- Natronococcus aibiensis
- Natronococcus amylolyticus
- Natronococcus jeotgali
- Natronococcus occultus
- Natronococcus roseus
- Natronococcus xinjiangense
- Natronococcus yunnanense
- Natronococcus zabuyensis

Natronococcus est un genre d'archées halophiles aérobies de la famille des Halobacteriaceae.